# 查爾斯沃思崖
80°14′S 25°18′W / 80.233°S 25.300°W
查爾斯沃思崖（英語：Charlesworth Cliffs），是南極洲的山崖，位於科茨地，屬於沙克爾頓山脈中赫伯特山脈的一部分，由美國海軍拍攝空中照片，現時由南極條約體系管理。